# Marina Manishi (película)
Marina Manishi es una película de acción y drama en telugu que se estrenó en 1970. Fue coescrita y dirigida por CS Rao. Cuenta con NT Rama Rao y Vijaya Nirmala en los papeles principales. La música de la película fue compuesta por TV Raju.

## Trama
La película comienza con Raju (NT Rama Rao), un carterista que roba un collar de diamantes. Sin embargo, es robado por Rangoon Ranganna (Satyanarayana), un conocido ladrón. Raju vive con su madre Lakshmamma (Hemalatha), quien desconoce sus actividades. Ranganna también tiene una identidad respetable como Bhupathi, dueña del Hotel Prince. Con el tiempo, Raju encuentra el collar en Tara (Jyothi Lakshmi), la hija del hermano mayor de Bhupathi, y le pide que lo devuelva. Tara se enamora de Raju, pero él no corresponde sus sentimientos.
Mientras tanto, Murthy (Ramakrishna), gerente del Hotel Prince, lleva una vida feliz con su familia. Murthy, que está en un matrimonio intercaste, mantiene este hecho en secreto. Bhupathi comete un robo en un banco, algo que Murthy descubre pero decide guardar en silencio por temor. Raju roba el bolso de Gauri (Vijaya Nirmala), hermana de Murthy, pero luego la rescata de matones. Raju y Gauri se enamoran. Murthy solicita un préstamo a Bhupathi, quien le da una moneda falsa robada del banco. Murthy muere repentinamente de un ataque al corazón. Raju roba el dinero que Murthy tenía para enviar a su familia y se da cuenta de la gravedad de sus acciones. Regresa a su aldea y paga la deuda de Murthy. Luego, Raju vive un periodo de arrepentimiento y es aconsejado por un santo llamado Baba (V. Nagayya) a dedicar su vida a ayudar a los demás como penitencia por sus pecados.
Raju busca a la familia de Murthy y descubre que Janaki (Manimala), esposa de Murthy, intenta suicidarse. Raju la protege y cuida de la familia. Bhupathi acusa falsamente a Raju de usar dinero falso y la policía lo persigue. Finalmente, se revela la verdad y se resuelve el conflicto. Rajamma (Malathi), la madre de Murthy, se entera de que Raju es su hijo perdido, pero lo rechaza debido a su pasado. Bhupathi toma bajo su custodia a Rajamma y Gauri, pero Raju finalmente expone la verdadera naturaleza de Bhupathi y lo arresta. Tara muere en el proceso mientras protege a Raju. La película culmina con la reconciliación de todos y el perdón hacia Raju.

## Elenco
- NT Rama Rao como Raju
- Vijaya Nirmala como Gowri
- Satyanarayana como Bhupati y Rangoon Ranganna (doble papel)
- V. Nagayya como Baba
- Ramakrishna como Murthy
- Prabhakar Reddy como Capitán Dr. Brundavanam
- Allu Ramalingaiah como Senaiah
- Chalam como Gopi
- Mukkamala como juez
- Jyothi Lakshmi como Taara
- Manimala como Janaki
- Hemalatha como Lakshmamma
- Malathi como Rajamma
- Sachu como Radha

## Banda sonora
La música de la película "Sivayya" fue compuesta por TV Raju .
| S. No. | Título de la canción          | Letra             | Cantantes                      | Duración |
| ------ | ----------------------------- | ----------------- | ------------------------------ | -------- |
| 1      | "Em Chestavoy Bullemma"       | Dasaradhi         | SP Balasubrahmanyam, S. Janaki | 2:28     |
| 2      | "Chinavada Oy Velatava"       | C. Narayana Reddy | SP Balasubrahmanyam, Vasantha  | 4:06     |
| 3      | "Chakkani Dongoda"            | Kosaraju          | vasantha                       | 3:39     |
| 4      | "Nuvve Naaku Taaraka Mantram" | Rajasri           | SP Balasubrahmanyam, LR Eswari | 3:36     |
| 5      | "Dongatanam Panikiradu"       | Dasaradhi         | SP Balasubrahmanyam            | 4:21     |
| 6      | "Ayyayyo"                     | Dasaradhi         | LR Eswari                      | 2:40     |
| 7      | "Amrutam Kaavala"             | Dasaradhi         | P. Susheela                    | 5:31     |